# Secchia

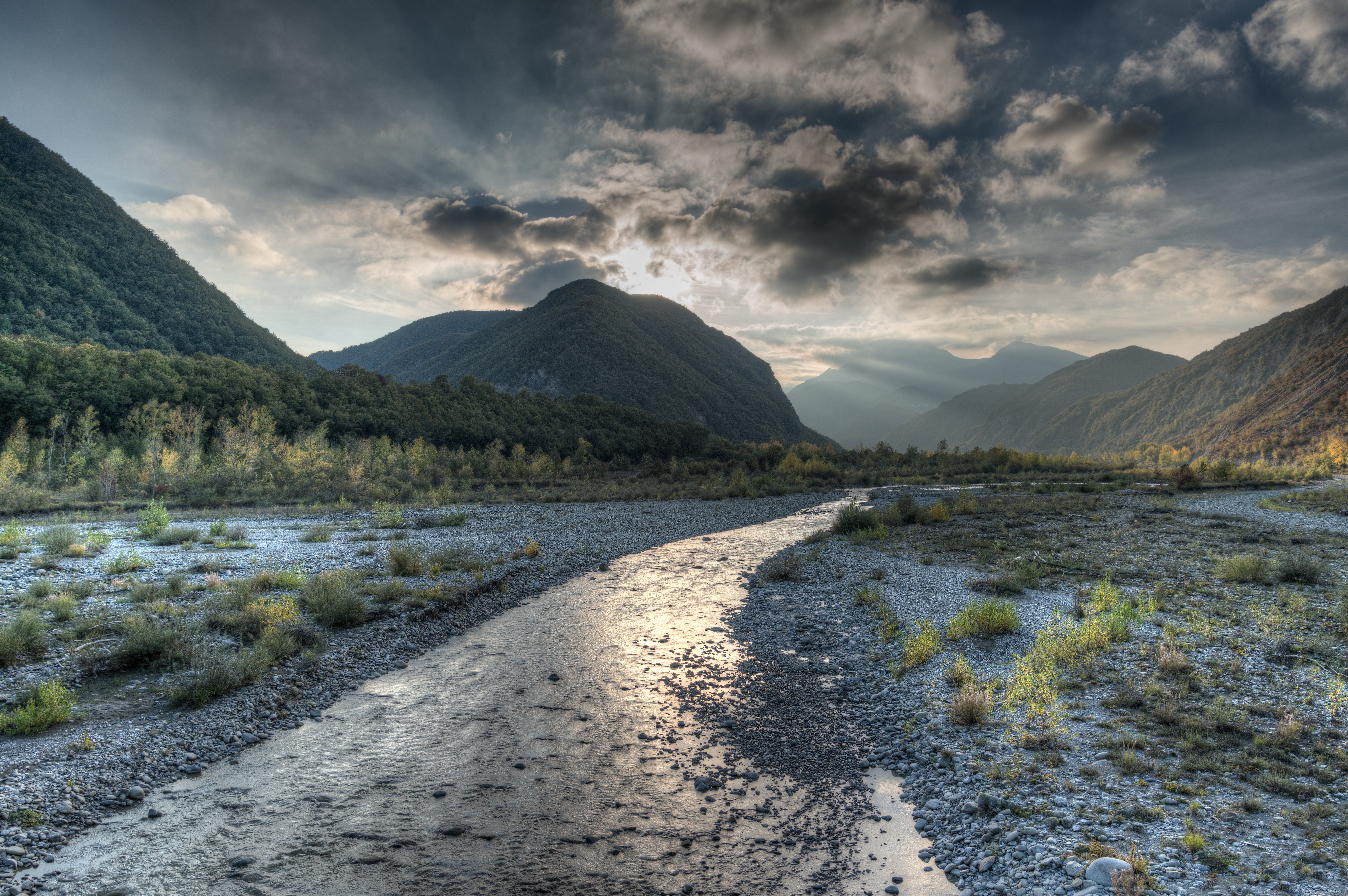
Tramonto sulla Secchia a Castelnovo ne' Monti

La Secchia (spesso anche al maschile sottintendendo "il fiume", al Sècia nei dialetti reggiano, modenese e mantovano, Situla in latino) è un importante fiume dell'Italia settentrionale che scorre per gran parte in Emilia e, nel tratto finale, in Lombardia.
Per lunghezza (172 km), bacino e portata media (42 m³/s) è il secondo principale affluente di destra del Po dopo il Tanaro.
Il suo bacino (ampio 2.292 km²) è curiosamente identico come estensione a quello del Panaro.

## Corso del fiume

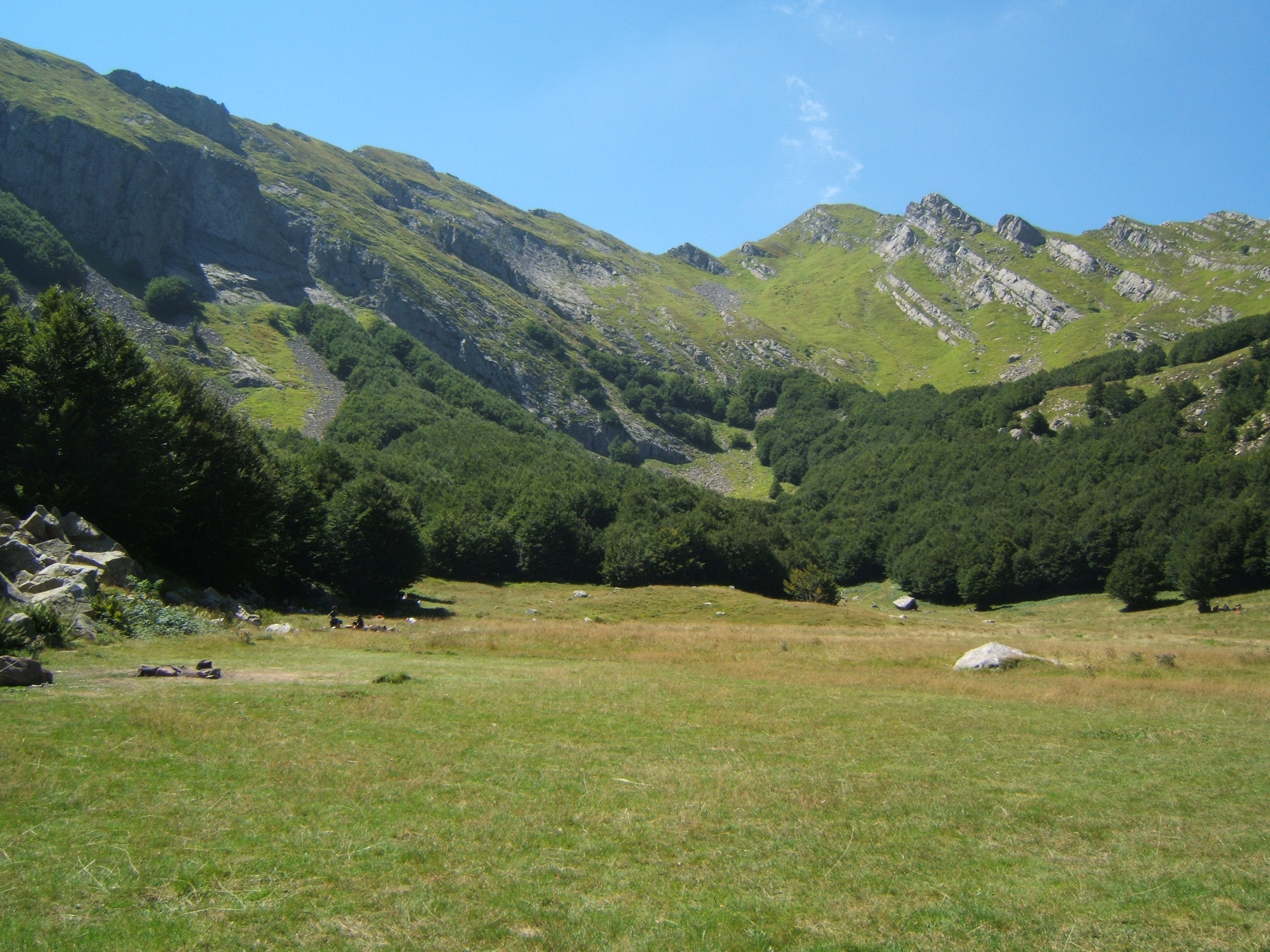
Le sorgenti della Secchia sulle pendici dell'Alpe di Succiso

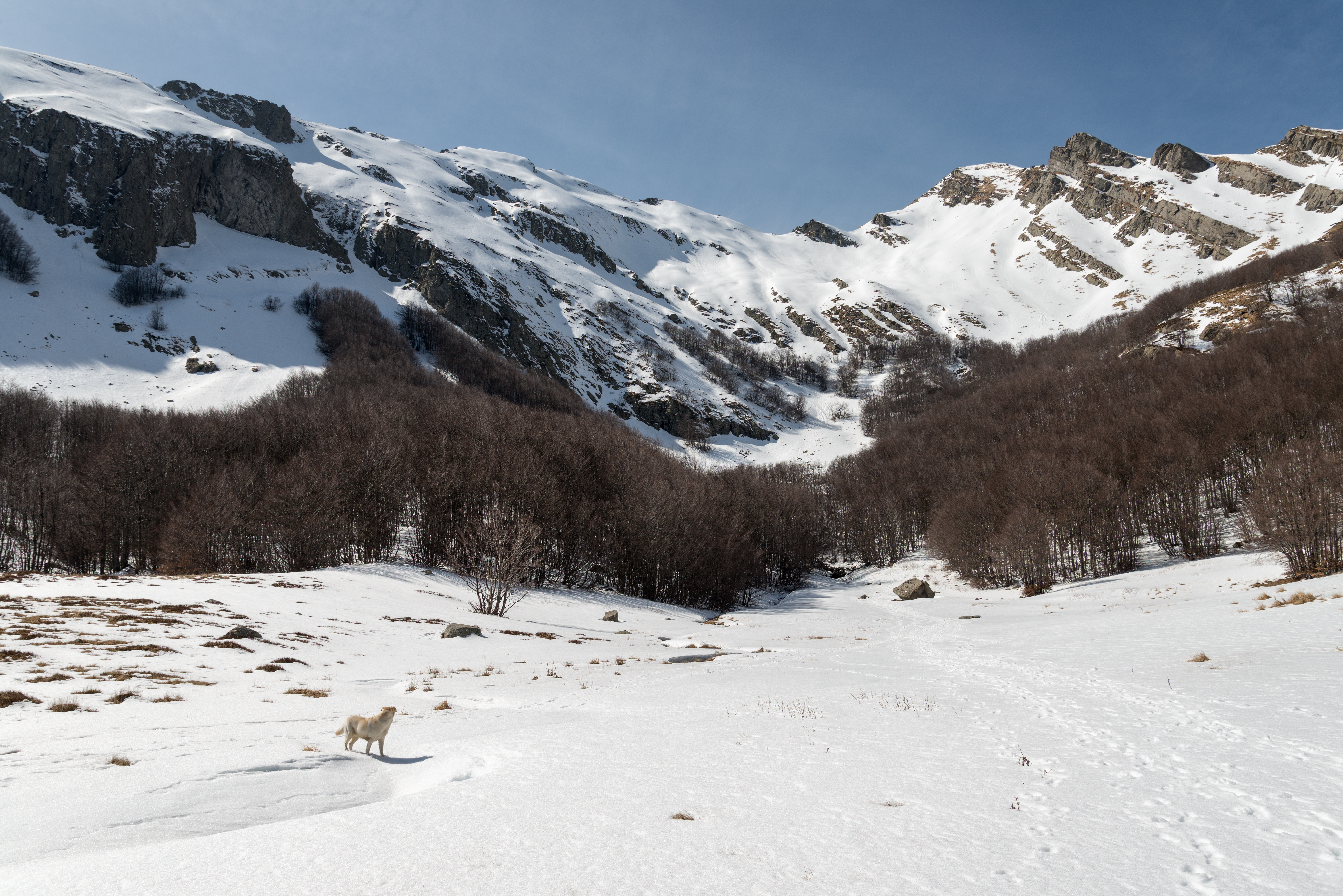
Sorgenti della Secchia in inverno

Nasce dall'Alpe di Succiso sull'Appennino tosco-emiliano nel comune di Ventasso in provincia di Reggio Emilia.
La sorgente è situata in una conca fra montagne di altezza compresa fra i 1700 ed i 2100 m s.l.m. ad un'altitudine di 1450 m s.l.m. Un sentiero di media difficoltà la collega al passo del Cerreto. Il luogo si presenta come un anfiteatro naturale delimitato da aspre montagne arenariche, fra le quali si trova una piccola piana ricoperta da un folto manto erboso, attraversato da numerosi ruscelli che formano il primo tratto del fiume. Ai bordi di questa piana circolare si trovano boschi di faggio popolati da cinghiali, lupi, caprioli, volpi e daini.
Poco più a valle riceve dal lato idrografico destro parte delle acque superficiali del monte Cusna, tramite il torrente Ozola e Secchiello; la restante parte viene raccolta dal torrente Lama, affluente del Dolo.
A partire dalla confluenza dei torrenti Dolo e Dragone nei pressi di Cerredolo, prende a delimitare i confini tra le province di Reggio Emilia e Modena. In località La Volta di Saltino (comune di Prignano sulla Secchia) raccoglie le acque del torrente Rossenna.
Nel comune di Castellarano passa per la stretta del Pescale, raggiunge la pianura Padana vicino a Sassuolo, raccoglie il Tresinaro nei pressi di Rubiera, quindi entra in provincia di Modena, attraversa le casse di espansione e sfiora la zona occidentale di Modena.
Il corso del fiume nel tratto appenninico ha un andamento da sud-ovest a nord-est, come la maggior parte degli affluenti di destra del Po.
Dopo Modena rallenta scorrendo sinuoso lungo un alveo incassato da stretti argini, bagna il comune di Concordia sulla Secchia ed entra in Lombardia.
Qui bagna Quistello, andando poi a confluire nel Po poco a meridione di Mantova in località Mirasole di San Benedetto Po, nei pressi della foce del Mincio.
Dopo Quistello gli argini sono più distanti e i meandri vengono utilizzati come aree golenali.
Il corso a nord della via Emilia subì molte variazioni. Si ritiene che in epoca romana scorresse più a occidente rispetto ad oggi fino a Cavezzo, poi deviava bruscamente ad est ed entrava nel Po a Bondeno. Fu costretto nell'attuale alveo con lavori che si svolsero dal 1288 al 1360 grazie ad un accordo fra le città di Parma, Reggio Emilia, Modena, Mantova e Ferrara. A questa alleanza si deve il nome del paese di Concordia situato sulla Secchia.
Probabilmente la deviazione del corso inferiore fino a Mirasole fu completata nel 1336 per consentire la bonifica della zona di San Benedetto Po.
Il fiume anticamente piegava verso est a San Possidonio scorrendo fra Quarantoli, Gavello e Burana dove si gettava nel fiume Bondeno (ramo del Po oggi non più esistente) e da questo nel ramo principale del Po.
Ai tempi e nei territori del Ducato di Modena, seguendo la filosofia enunciata negli Statuti delle Acque della Comunità di Modena, vennero eseguiti molteplici lavori per modificare l'asta del corso inferiore della Secchia. Fondamentalmente erano interventi di tagli (drizzagni) dei meandri con lo scopo di limitare l'erosione degli stessi e preservare le terre golenali (saldini).

## Regime

Diga sulla Secchia nella cassa di espansione presso Campogalliano

Come tutti i corsi d'acqua appenninici, il fiume Secchia alterna fortissime magre estive a imponenti piene primaverili e soprattutto autunnali.

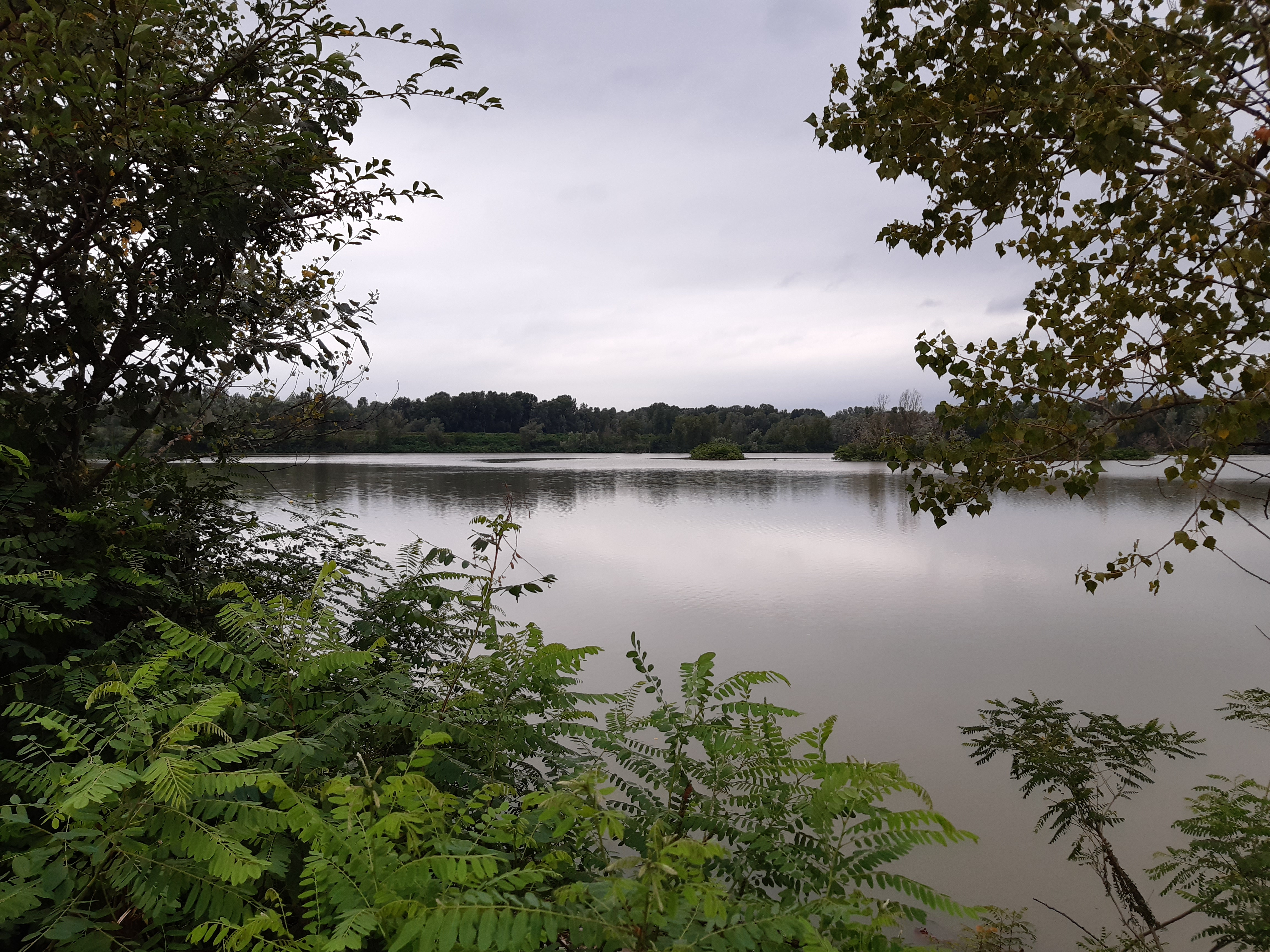
Uno degli invasi delle casse di espansione del Fiume Secchia

La sorgente ed il tratto superiore del corso si trovano in un'area geografica con le più alte precipitazioni medie annuali italiane, dovute anche alle perturbazioni provenienti dal golfo di Genova.
Si distingue dagli altri affluenti appenninici del Po per la copiosità di portate in primavera (caratteristica comune anche al Panaro) grazie al notevole innevamento di cui gode il suo alto bacino per gran parte dell'anno.
Ha alla foce 42 m³/s di portata, la seconda dopo il Tanaro tra gli affluenti di destra del Po.
Le piene autunnali, particolarmente violente e limacciose (in casi eccezionali raggiungono ampiezze superiori ai 2.000 m³/s.), vengono in parte controllate nel tratto a monte di Modena (Campogalliano) da un complesso sistema di casse di espansione dalla superficie di 1.000 ha circa, con una capacità di invaso di circa 15 milioni di mc.
Le piene della Secchia solitamente anticipano di poco quelle del Po e vengono gestite nel corso inferiore aprendo selettivamente i canali del Consorzio della Bonifica Parmigiana Moglia-Secchia che si immettono nel fiume a Bondanello (frazione di Moglia) e a San Siro (frazione di San Benedetto Po).

## Dighe e centrali idroelettriche
Nel bacino del fiume Secchia sono ubicati diversi sbarramenti per la produzione di energia elettrica e l'irrigazione:
- Centrale idroelettrica di Ligonchio e Predare gestita dall'Enel, realizzata dall'Edison nel 1922, sfrutta le acque dei torrenti Rossendola e Ozola fatte confluire in tre bacini di raccolta acque a Presa Alta (1229 m), a Tarlanda (1207 m) ed a Ligonchio (1000 m). Da questi invasi di 60.000 mc partono le condotte forzate per la centrale di Ligonchio. Le acque di scarico della centrale, raccolte in un invaso di 135.000 mc, alimentano la centrale di Predare posta pochi chilometri più in basso. La produzione di energia elettrica annuale è di circa 56.500 MWh[10]. Tra il 10 ed il 14 aprile 1945 questa area fu teatro di una battaglia tra i tedeschi ed i partigiani[11].
- Diga di Fontanaluccia di 2.000.000 mc sul torrente Dolo, inaugurata il 28 ottobre 1928, rifornisce di acqua la centrale idroelettrica di Farneta, sempre dell'Enel, della potenza complessiva di 30 MW[12] e in cascata un nuovo impianto inaugurato nel 2014 a Cerredolo della potenza di 6 MW.
- Diga di Riccovolto (invaso di Braglie, di 70.000 mc) sul torrente Dragone rifornisce di acque la centrale di Muschioso, che a sua volta alimenta la centrale di Farneta.[13].

Sia la diga di Fontanaluccia che quella di Riccovolto furono costruite dal Consorzio di Bonifica Parmigiana-Moglia per soddisfare le richieste di energia elettrica delle idrovore utilizzate per bonificare la pianura Padana.
- Centrale idroelettrica in località Borgo Venezia nel Comune di Sassuolo è stata inaugurata il 12 maggio 2007. Ha la potenza di 2,5 MW e funziona in autunno/inverno, sfruttando un salto d'acqua della Secchia[15].
- Centrali idroelettriche di Castellarano e di Villalunga di proprietà di Idroemilia s.r.l. inaugurate nel 2013 e 2016, della potenza di 2 MW cadauna.
- Centrale idroelettrica di Fornace del comune di Baiso del gruppo Iren. Si tratta di un impianto idroelettrico che sfrutta il dislivello di acqua creato da tre importanti traverse già esistenti[16].
- Traversa di Castellarano del Consorzio della Bonifica Parmigiana Moglia-Secchia e relativa centrale gestita dall'Iren.
- Centrale di Rubiera, posta sotto il ponte della ferrovia.
- Centrale di Saltino e di Debbia.

Il tratto alto del fiume è ancora privo di sfruttamento.

## Geologia

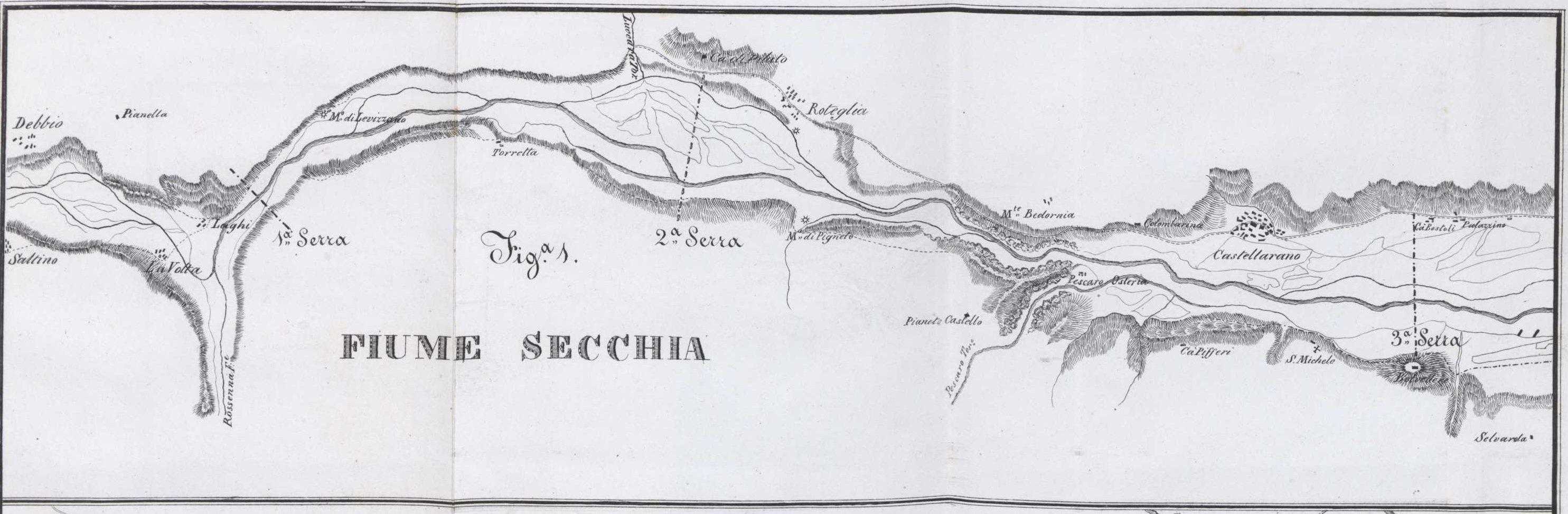
Corso del fiume Secchia nel 1847

Il corso appenninico del fiume è situato nella Val Secchia, suddivisibile in Alta, Media e Bassa; dopo Sassuolo scorre in Val Padana.
Nel bacino idrografico di sinistra dell'Alta Val Secchia c'è la sorgente termale di Santa Lucia, utilizzata nelle terme di Cervarezza dell'ex comune di Busana, ora fuso con altri tre dell'alto appennino reggiano nel comune di Ventasso.
Più a valle, tra i comuni di Castelnovo ne' Monti e Villa Minozzo, il fiume passa tra particolari formazioni geologiche chiamate Gessi Triassici. Discendendo la valle del Secchia sul suo lato sinistro, è presente la Pietra di Bismantova.
Sempre nel comune di Villa Minozzo la Secchia riceve da destra le acque delle fonti di Poiano, principale risorgente carsica dell'Emilia-Romagna con una portata d'acqua di circa 600 l/s, caratteristiche per elevata salinità (cloruro di sodio e sature di solfato di calcio).
Nella bassa Val Secchia sul lato idrografico destro sono presenti in superficie molti fenomeni geologici: salse, manifestazioni di petrolio, manifestazioni di gas, sorgenti sulfuree.
Nel comune di Polinago, bacino del torrente Rossenna, è presente un fenomeno geofisico di risalita di fango e gas chiamato salsa della Canalina. Prima di giungere nella pianura Padana vi sono diverse sorgenti di acqua salsa nelle colline che fanno da spartiacque tra la Secchia e la Fossa di Spezzano sfruttate per le terme della Salvarola, in particolare c'è una sorgente salso sodica (detta sarsa) di Montegibbo nel comune di Sassuolo e le Salse di Nirano nel comune di Fiorano Modenese, queste ultime citate da Plinio il vecchio in Naturalis historia (Libro II, 85) in occasione del terremoto del modenese del 91 a.C.:
(Plin., Naturalis Historia II, 85)
Nel settembre del 1920 un potente terremoto sconquassò l'Alta Valle del Secchia e tutta la Lunigiana, creando numerose frane.
Nella parte appenninica del bacino del fiume sono frequenti eventi franosi: una frana nell'alveo, il 23 aprile 1960 in località Cerredolo, creò un ampio lago temporaneo (lago del Cerredolo).
Tra le numerose frane presenti la frana di Tolara, Lezza Nuova, Valoria e di Ca' Lita.
Le frane appenniniche di Morsiano in Val Dolo e Cerrè-Sologno hanno esposto tronchi antichi interrati datati tra 4000 e 13.500 anni fa.

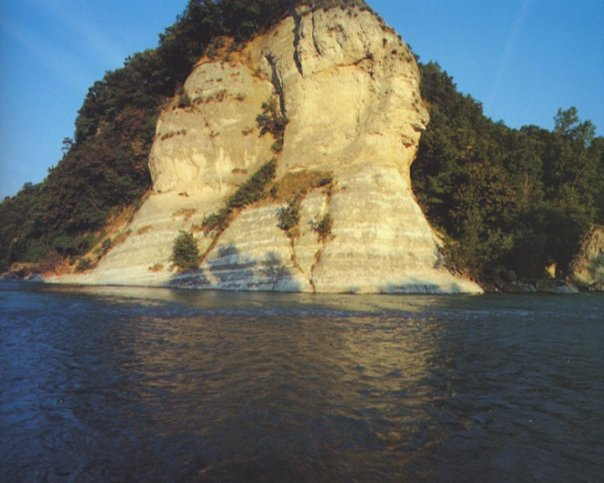
Riva del fiume Secchia presso il borgo di San Michele dei Mucchietti

Da Sassuolo, proiettato verso la pianura Padana, il sottosuolo presenta un ampio deposito di materiali alluvionali grossolani (conoide della Secchia) esteso dal comune di Campogalliano fin sotto Modena. Da questa conoide iniziavano le risorgive fino all'altezza di Carpi-Cavezzo, un tempo chiamati padugli.
Come per le altre conoidi alluvionali dell'Emilia-Romagna ed in genere tutta l'area pedemontana prossima alla Via Emilia, anche questa zona è soggetta a notevole subsidenza.
All'altezza di Rubiera, in una delle numerose cave di ghiaia della zona, sono stati rinvenuti i resti di un'importante tomba monumentale romana.
Sempre a Rubiera lungo il Tresinaro sono comparsi durante degli scavi in seguito all'alluvione del 2005 i segni del diluvium, narrato da Paolo Diacono nell'Historia Langobardorum che colpì l'Italia nel 589 d.C. e seppellì il piano romano sotto circa 2,5 metri di ghiaia e sabbia.
Tra Novi di Modena e Mirandola, trasversalmente alla Secchia, così come a Correggio, sono presenti diversi pozzi di petrolio ed un oleodotto attraversa la Secchia in località Le Caselle, presso il comune di San Possidonio. Il sottosuolo di quest'area è caratterizzato da una faglia attiva.
In aperta pianura sul lato destro della Secchia nel territorio di Mirandola vi sono ampie valli salse (dette valli Mirandolesi) estese da Cavezzo a San Martino Spino.
Sul lato sinistro, nei comuni di Reggiolo e Novellara, sono presenti zone vallive arginate (le valli di Novellara e Reggiolo), facenti parte della Consorzio della Bonifica Parmigiana Moglia-Secchia quali casse di espansione.
Come per il fiume Panaro, il tratto in pianura Padana è fortemente canalizzato ed è considerabile pensile rispetto al piano del terreno circostante.

## Affluenti
I principali corsi d'acqua tributari della Secchia, dalla sorgente, sono:
- FossoECS[37] del Tuagallo (da sinistra)
- Canale Cerretano (da destra)
- Rio Biola (da sinistra)
- Torrente Riarbero (da destra)
- Rio Bisciara (da destra)
- Rio Collagna (da sinistra)
- Fosso Casano (da destra)
- Torrente Ozola (da destra)
- Torrente Talada (da sinistra)
- Rio di Sologno (da destra)
- Torrente Dorgola (da sinistra)
- Fonti di Poiano (da destra)
- Torrente Lucola (da destra)
- Rio Spirola (da sinistra)
- Torrente Secchiello (da destra)
- Rio di Piolla (da sinistra)
- Rio dell'Oca (da destra)
- Fosso delle Coste (da sinistra)
- Rio Tòrbido (da sinistra)
- Torrente Dorgola (da sinistra)
- Torrente Dolo (da destra)
  - Torrente Dragone, affluente di destra del Dolo
- Rio Maggio (di destra)
- Rio Tòrbido di Baiso (da sinistra)
- Torrente Rossenna (da destra)
- Torrente Cargnone (da sinistra)
- Rio Allegara (da destra)
- Rio Roteglia (da sinistra)
- Rio della Pioppa (da sinistra)
- Fosso Pescarolo (da destra)
- Torrente Vallurbana (da destra)
- Rio Tressario (da sinistra)
- Rio della Rocca (da sinistra)
- Fossa di Spezzano (da destra)
- Torrente Tresinaro (da sinistra)
- Cavo Lama o Canale di Lame (da sinistra), già Lama-Papaccina, oggi interamente canalizzato fino alla confluenza all'altezza di Moglia, rientra nel Consorzio della Bonifica Parmigiana Moglia-Secchia[38].

## Canali e bonifiche
Il tratto in pianura ha una stretta relazione con svariati canali di bonifica.
Esistevano diversi canali storici, utilizzati dalle città di Reggio Emilia e di Modena, oggi solo parzialmente attivi.
All'altezza di Moglia riceve il Canale Lama, poco più a valle in località Bondanello riceve il Canale Bondanello. A monte della sua foce nel Po a San Siro riceve l'emissario della Bonifica Parmigiana Moglia, tutti canali facenti parte della Consorzio della Bonifica Parmigiana Moglia-Secchia.
In località Bondanello per scopi irrigui parte delle acque del Consorzio della Bonifica Parmigiana Moglia-Secchia vengono fatte passare sotto alla Secchia tramite una botte e immesse nel canale Gronda Sud. In località San Siro, poco dopo aver ricevuto l'emissario della Bonifica Parmigiana Moglia, il canale Collettore Principale del Consorzio di bonifica Terre dei Gonzaga in destra Po viene fatto passare al di sotto della Secchia tramite una botte. In periodi di secca della Secchia e del Po è visibile in questa sede un salto di acqua.
Poco dopo l'attraversamento della SS 496 da San Benedetto Po a Quistello l'emissario della Bonifica Parmigiana Moglia è collegabile tramite un canale trasversale al canale Collettore Principale del Consorzio di bonifica Terre dei Gonzaga in destra Po, unione utile per le sopracitate necessità di gestire le piene della Secchia.
Il canale Sabbioncello (Consorzio della bonifica Burana-Leo-Scoltenna-Panaro) dal suo punto di presa nel Po presso Quingentole a San Possidonio ha un corso grosso modo parallelo alla Secchia, ma andamento inverso nel periodo estivo: da nord a sud.

## Storia

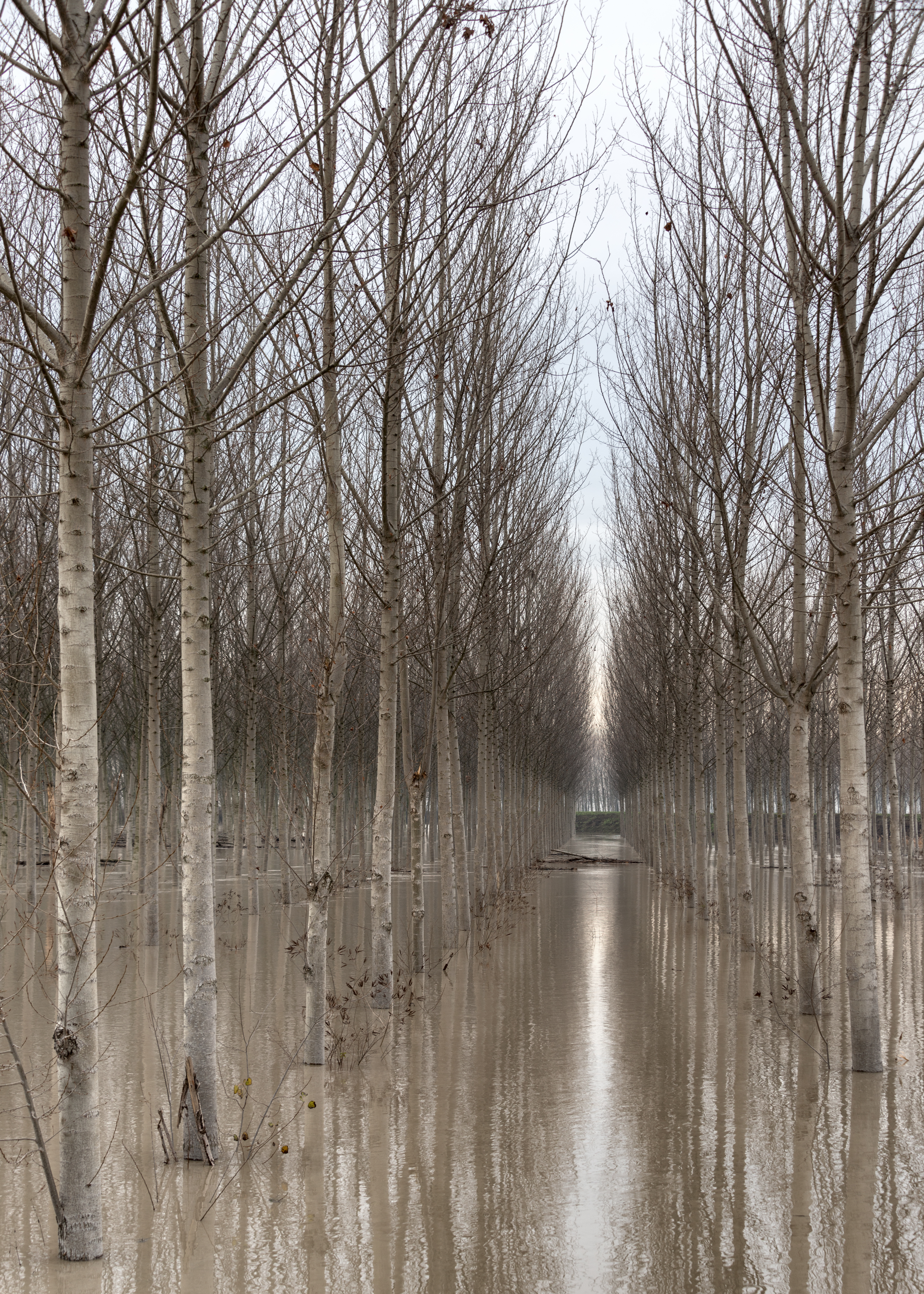
Esondazione del fiume presso Soliera 12 dicembre 2017

In un'antica mappa sull'Italia Gallica del 1590 di Ortelius il fiume Secchia è probabilmente citato come Gabellus (Gavello, anche se alcuni autori ritengono che il termine sia attribuibile al Crostolo). A est di Brixellum (l'attuale Brescello) e tra il corso del Po e le città di Modena e Reggio Emilia vengono disegnate delle montagnole, forse l'attuale area dei dossi e delle valli estesa da Brescello a Bondeno.
Nel novembre del 1702 per l'anniversario della cacciata da Mirandola i francesi inondarono per vendetta lo Stato Mirandolano tagliando la Secchia, in quel momento gonfia di acque, in località Botte di Moro, nel modenese.
Il 22 gennaio 2024, a seguito di una perizia ambientale sono state ritrovate 13 tonnellate di libri, ammassati e macerati sul fondo del Secchia, in corrispondenza dell'ansa del fiume situata nella zona dei Tre Olmi. 
Nei giorni successivi la Procura di Modena ha disposto un fascicolo, per smaltimento illegale di rifiuti.
Sui quotidiani locali è stata segnalata da anonimi l'ingente quantità di libri marchiati "C.P.", a causa dei quali, ben presto si sono diffuse ipotesi di provenienza, ad oggi mai confermate dall'autorità.

### Alluvione della Secchia del 2014
Il 19 gennaio 2014, a seguito delle abbondanti precipitazioni e a causa dell'erosione dell'argine di destra in prossimità della frazione San Matteo di Modena, la Secchia ha esondato, creando un'apertura di circa 80 metri. Le acque hanno invaso Bastiglia, gli abitati di Albareto, Villavara e parte del territorio di Sorbara (Bomporto), e hanno raggiunto il giorno seguente Bomporto, Gorghetto e San Michele.
L'alluvione ha provocato ingenti danni all'agricoltura e alle attività economiche della zona, già duramente colpita dal terremoto dell'Emilia del 2012.
957 le persone evacuate e tratte in salvo dalle squadre di soccorso, un migliaio gli sfollati. Una vittima tra i soccorritori.
La quantità d'acqua esondata, stimabile in oltre 20 milioni di metri cubi, ha sovraccaricato la fitta rete di canali, causando allagamenti diffusi in diverse aree rurali nei comuni di Camposanto, Medolla, San Felice sul Panaro e Finale Emilia.

## Riferimenti nell'arte e nella cultura di massa

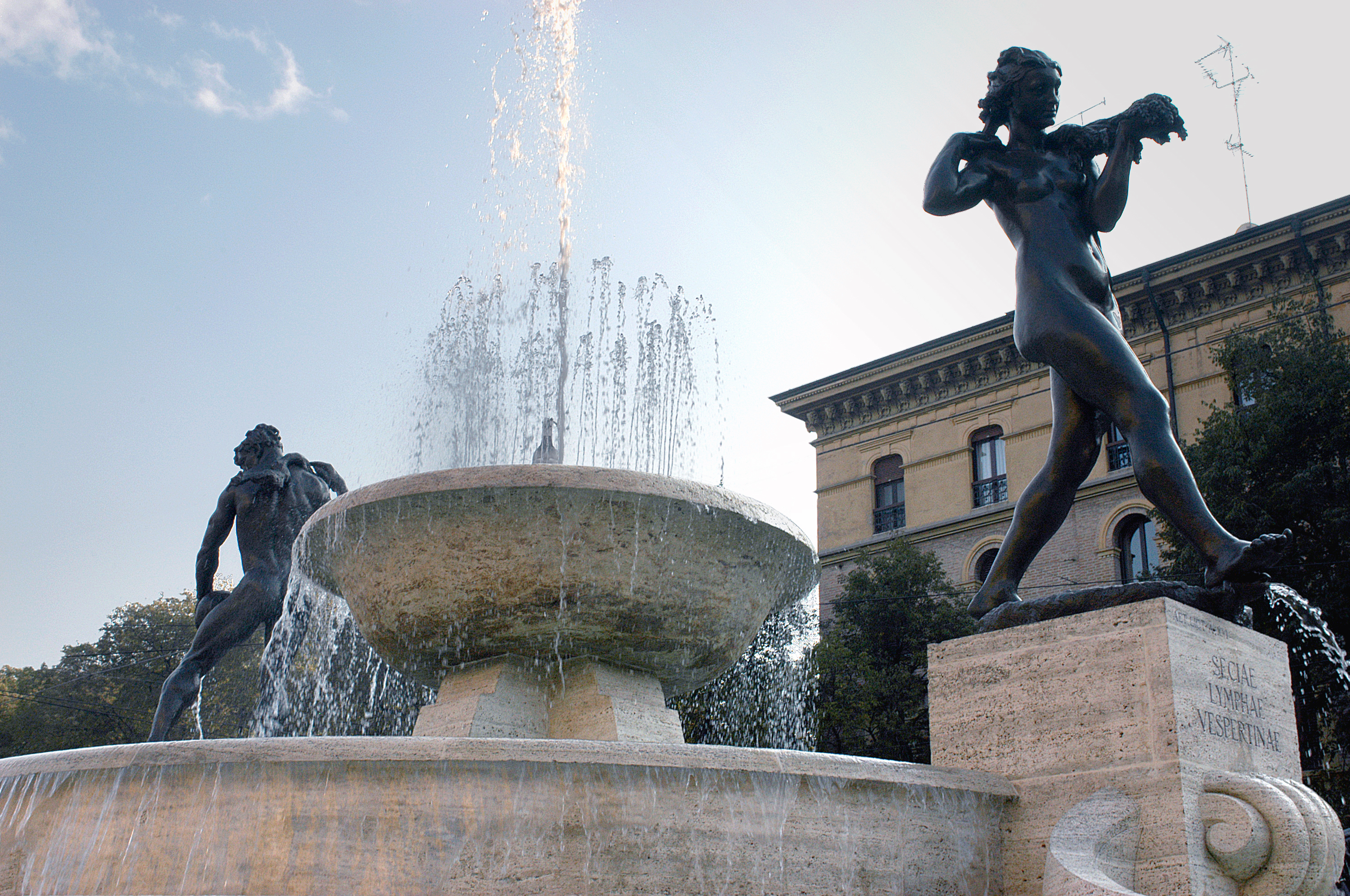
Giuseppe Graziosi, Fontana dei due fiumi, 1939, Modena, Largo Garibaldi

In alcune località ci si riferisce al fiume Secchia con l'articolo femminile la mentre in altre con l'articolo maschile il. A Concordia, nonostante il paese si chiami "Concordia sulla Secchia", gli abitanti si riferiscono al fiume al maschile, chiamandolo "il Secchia".
Modena ha dedicato una fontana (del Graziosi) ai suoi fiumi, che la delimitano ad est (Panaro) e ad ovest (Secchia). La Secchia è rappresentata da una fanciulla e il Panaro da un giovane. Due statue, una raffigurante la Secchia e l'altra il Crostolo, sono presenti anche ai lati del ponte di San Pellegrino sul Crostolo a Reggio Emilia.
Un antico detto popolare delle zone bagnate dal fiume recita così: "Secchia per le piene e Panaro per le vene".
Dal fiume Secchia prende il nome la società sportiva Pallamano Secchia, nata dalla fusione di Pallamano Rubiera e Pallamano Modena, i cui comuni sono divisi geograficamente proprio dal fiume che è diventato il simbolo di questa unione.